# Антиядерное движение
Антиядерное движение — общественное движение против использования различных ядерных технологий. Некоторые группы прямого действия, зелёных, движения по защите окружающей среды, и специализированные организации связывают себя с антиядерным движением на местном, национальном и международном уровне. Так, крупными антиядерными организациями являются Кампания за ядерное разоружение, Друзья Земли, Всемирный совет мира, Гринпис, Врачи мира за предотвращение ядерной войны, Peace Action и Nuclear Information and Resource Service. И хотя первоначальной задачей движения было ядерное разоружение, начиная с конца 1960-х годов в повестку дня был включен и отказ от ядерной энергетики: многие антиядерные группы выступают как против ядерного оружия, так и против мирного атома. Появление партий зелёных в 1970-х и 1980-х зачастую было прямым результатом проведения антиядерной политики.
В 1985 году Нобелевская премия мира присуждена организации «Врачи мира за предотвращение ядерной войны» (ВМПЯВ), в 1982 году — Альве Мюрдалю и Альфонсо Гарсиа Роблесу за их работу по созданию зон, свободных от ядерного оружия; в 1995 - Пагуошской конференции за антиядерную кампанию.

## История
Впервые атомная бомба сброшена США 6 августа 1945 года на Хиросиму (Япония). Город был полностью разрушен, погибло и ранено около 140 тысяч человек. Трагедия повторилась спустя три дня в городе Нагасаки, жертвами стали около 75 тысяч человек. Эти события послужили началом споров учёных и дипломатов о политике использования ядерного оружия. С 1949 года начались ядерные испытания на Семипалатинском испытательном полигоне. За 45 лет было произведено 459 взрывов (из них 113 — в атмосфере), причинивших вред окружающей среде и здоровью населения прилежащих районов.
Примерно с 1954 года, после обширных ядерных испытаний в Тихом океане, озабоченность по поводу их проведения начала проявлять широкая общественность. В августе 1963 года некоторыми странами был ратифицирован Договор о запрещении испытаний ядерного оружия в атмосфере, космическом пространстве и под водой, однако долгое время продолжались подземные испытания. В 1996 году он был расширен до безусловных рамок Договором о всеобъемлющем запрещении ядерных испытаний.
В начале 1960-х на местном уровне появляется оппозиция использованию ядерной энергии, а в конце 1960-х выражать свои опасения начинают и некоторые члены научного сообщества. В ранних 1970-х в Виле, Западная Германия, проходят протесты против предполагаемого строительства АЭС. Впоследствии проект всё же был отменён в 1975 году, что вдохновило антиядерную оппозицию в других частях Европы и Северной Америки. Вопрос использования ядерной энергии послужил причиной больших протестов в 1970-х, и, хотя противодействие ядерной энергии продолжалось, с ростом осознания проблемы глобального потепления и повышением интереса к чистым видам энергии в последнем десятилетии в обществе вновь возросла поддержка ядерной энергетики.
В июле 1977 года в Бильбао, Испания, была проведена акция протеста против ядерной энергетики, в которой приняли участие до 200 000 человек. После аварии на АЭС Три-Майл-Айленд, в Нью-Йорке прошли антиядерные протесты с 200 000 участников. В 1981 году прошла крупнейшая в Германии демонстрация против ядерной энергии, в знак протеста против атомной электростанции Брокдорф к западу от Гамбурга; столкнулись около 100 000 демонстрантов и 10 000 полицейских. Самая большая акция протеста состоялась 12 июня 1982 года, когда в Нью-Йорке около миллиона человек протестовало против ядерного оружия. На акции протеста против ядерного оружия в 1983 году в Западном Берлине собралось около 600 000 участников. В мае 1986 года, спустя некоторое время после катастрофы на Чернобыльской АЭС, от 150,000 до 200,000 протестующих собрались на марш в Риме против итальянской ядерной программы. В США, общественной оппозиции удалось добиться закрытия Shoreham, Yankee Rowe, Millstone 1, Rancho Seco, Maine Yankee и многих других АЭС по всей стране.
В 1989 году возникло международное антиядерное движение «Невада — Семипалатинск», цель которого — закрытие всех ядерных полигонов мира, прекращение ядерных испытаний в военных целях, ликвидация угрозы ядерной войны. В 1991 году движением организован казахстанский штаб «Аттан», создана одноимённая газета для организации общенародных акций против ядерных испытаний на Семипалатинском полигоне. 29 августа 1991 году Президент Казахстана Н. А. Назарбаев подписал указ о закрытии Семипалатинского ядерного полигона.
В течение многих лет после аварии на Чернобыльской АЭС ядерная энергетика не рассматривалась на политической повестке дня в большинстве стран, и движение против ядерной энергии, казалось, выиграло свое дело. Некоторые антиядерные группы были распущены. Несмотря на это, в 2000-х годах, после новых достижений в разработке ядерных реакторов и повышения опасений по поводу изменения климата, ядерная энергетика снова стала предметом обсуждения энергетической политики в некоторых странах. Тем не менее, аварии в Японии в 2011 году подорвали предполагаемое возрождение атомной энергетики и дали новый толчок антиядерной оппозиции во всем мире. По состоянию на 2016 год такие страны, как Австралия, Австрия, Дания, Греция, Малайзия, Новая Зеландия и Норвегия, не имеют атомных электростанций и по-прежнему выступают против использования ядерной энергетики. Германия, Италия, Испания и Швейцария постепенно отказываются от ядерной энергетики. Ранее в Швеции также проводилась политика поэтапного отказа от ядерной энергии, целью которой являлось прекращение использования АЭС к 2010 году, но 5 февраля 2009 года правительство Швеции объявило о соглашении, разрешающем замену уже существующих реакторов, что фактически положило конец данной политике. В последние годы, во всём мире было закрыто больше АЭС, нежели открыто.